# علم النفس المرضي لأدولف هتلر
علم النفس المرضي لأدولف هتلر (بالإنجليزية: Psychopathography of Adolf Hitler)‏ هو مصطلح نفسي مرتبط بالفرضية القائلة بأن أدولف هتلر زعيم ألمانيا النازية كان مصاباً باضطراب نفسي، على الرغم من أن هتلر لم يُشخص مطلقًا بأي أمراض عقلية خلال حياته.
غالبًا ما ارتبط هتلر بالاضطرابات العقلية مثل الاضطراب ثنائي القطب، والفصام، والاعتلال النفسي خلال حياته وبعد وفاته. وثمة شخصيات معروفة من أطباء ومحللين نفسيين شخّصوا أن هتلر كان يعاني من اضطراب عقلي مثل والتر تشارلز لانغر وإريك فروم، بينما توصل ن آخرون مثل فريتز ريدليش إلى أن هتلر ربما لم يكن يعاني من هذه الاضطرابات.

## خلفية

### الصعوبة في السيرة النفسية المرضية لهتلر

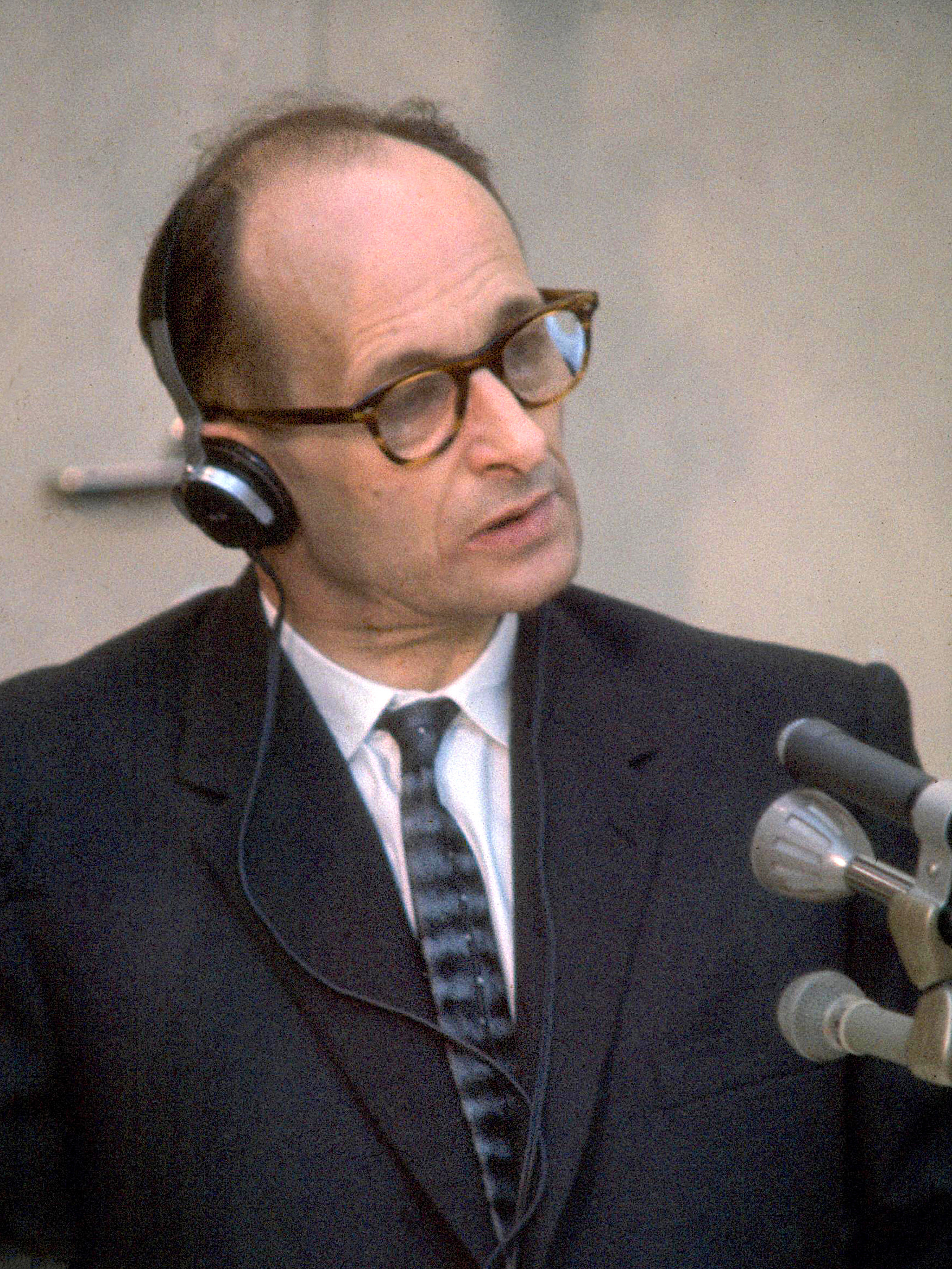
في عام 1961، وجدت الفيلسوفة الألمانية حنة آرنت، التي حضرت محاكمة أدولف أيشمان (الظاهر في الصورة) أن الاستعداد لارتكاب الإبادة الجماعية يمكن أن يكون متوافقًا تمامًا مع الصحة العقلية الجيدة.

اكتسب علم الأمراض في الطب النفسي سمعة سيئة، خصوصًا التشخيصات التي أجريت بأثر رجعي دون الفحص المباشر للمريض. حتى أنه يعتبر غير أخلاقي. بل ذهب الطبيب النفسي الألماني هانز بورغر برينز إلى القول إن أي تشخيص نفسي عن بعد يشكل إساءة للطب النفسي.
يُشار الى الاضطرابات العقلية التي تُنسب إلى هتلر بمرور الوقت إلى أنها غير دقيقة. وثمة أدلة على أوجه قصور في العديد من الأمراض المنسوبة لهتلر، وهي الاستشهاد بمنشورات إما مفقودة أو مختصرة بطريقة مخلة التي قدّمها بعض الكُتاب.
ثمة مشكلات محددة فيما يتعلق بعلم النفس المرضي في حالة هتلر. فالكُتاب الذين يكتبون عن حالة هتلر الشخصية، يعتقدون أن المتلقين سيقبلون بأرائهم بدون نقد، حتى لو تضمنت تكهنات قليلة المصداقية، مثل تلك التي حدثت في حالة كتاب المؤرخ الألماني لوثار ماشتان هتلر الخفي (2001). والأكثر إثارة للقلق هو التحذير الذي أصدره بعض الكتاب من أن إضفاء الطابع المرضي على هتلر يعني تبرئته من بعض أفعاله التي ارتكبها. كما يخشى آخرون أنه من خلال إضفاء الطابع المرضي على هتلر أو شيطنته يمكن أن تُسقط عنه الجرائم التي ارتكبتها ألمانيا النازية بالكامل، في حين أن الجماهير وأولئك الأشخاص في السلطة الذين مكّنوا هتلر من الحكم سوف يعفون من المسؤولية.
اشتهرت المنظرة السياسية الألمانية حنة آرنت بعبارة «تفاهة الشر»، وفي عام 1963 صرحت أنه بالنسبة للجاني النازي مثل الضابط النازي السابق أدولف أيخمان، فإن الحالة الطبيعية العقلية والقدرة على ارتكاب القتل الجماعي لا يستبعد أحدهما الآخر. وتوصل عالم النفس الإجتماعي الألماني هارالد ويلزر إلى استنتاج مماثل في كتابه مرتكب الجريمة: كيف يصبح الناس العاديون قتلة جماعيين.
وصف المؤرخ الألماني بيتر لونجيريتش في سيرته الذاتية الصدرة عام 2015 إلى كيفية تنفيذ هتلر لأهدافه السياسية كديكتاتور بحزم وقوة، واستعداده العالي لتحمل المخاطر وكذلك سلطته غير المحدودة.
كما عارض بعض الكتاب فكرة تشخيص حالة هتلر من الأساس، على سبيل المثال بالوسائل النفسية. وذهب الصحفي والمخرج الفرنسي كلود لانزمان إلى أبعد من ذلك ووصف هذه المحاولات بأنها» فاحشة»، وبعد الانتهاء من فيلمه شّوَا شعر أن مثل هذه المحاولات تقترب من إنكار محرقة الهولوكوست، ووجه انتقادات خاصة للمؤرخ رودولف بينيون.
كما أشار الطبيب النفسي يان إهرنوالد، فإن السؤال المتعلق بكيفية تمكن هتلر من اكتساب ملايين من الأتباع المتحمسين الذين دعموا سياساته حتى عام 1945 غالبًا ما يتعرض للتجاهل. جادل دانيال غولدهاغن في عام 1996 بأن صعود هتلر السياسي لم يكن مرتبطًا بأي شكل من الأشكال بعلم النفس المرضي، بل كان نتيجة للظروف الاجتماعية المحفوفة بالمخاطر الموجودة في ذلك الوقت في ألمانيا.
ومن ناحية أخرى، فقد لاحظ بعض الكُتاب أن ثمة شخصيات مثل المجرم الأمريكي تشارلز مانسن ومدعي النبوة جيم جونز، الذان وُصفا بأنهما مصابان بمرض عقلي حاد مثل الفصام، قد نجحا مع ذلك في التأثير على أتباعهما بشكل هائل.
ومنذ في وقت مبكر، طُرحت أيضًا عن وجهة نظر مفادها أن هتلر كان قادرًا على التعامل مع مرضه النفسي بمهارة، وكان على دراية بكيفية توظيف أعراض المرض لتوجيه مشاعر جمهوره بشكل فعال. ولا يزال كُتاب آخرون يشيرون إلى أن أتباع هتلر أنفسهم كانوا مضطربين عقليًا، ومع ذلك لم يُقدم أي دليلاً على هذا الادعاء. وفي عام 2000، طرح لأول مرة فريق متعدد التخصصات، ضمّ المؤلفين: الطبيب النفسي بول ماتوسيك، والمنظر الإعلامي بيتر ماتوسيك، وعالم الإجتماع جان مارباخ تساؤلاً عن كيفية ربط علم النفس المرضي الشخصي لهتلر مع حماس أتباعه.

### قائمة الاضطرابات المزعومة
| الاضطراب المزعوم                                 | المؤلفون                                                                                          |
| ------------------------------------------------ | ------------------------------------------------------------------------------------------------- |
| الهستيريا، اضطراب الشخصية الهستيرية              | ويلمانز (1933)، موراي (1943)، لانغر (1943)، بينيون (1976)، تيرير (1993)                           |
| الفصام، جنون الارتياب                            | فيرنون (1942)، موراي (1943)، تريهير (1966)، شواب (1992)، تيرير(1993)، كوليدج، ديفيس، سيغال (2007) |
| أعراض ذهانية ناتجة عن تعاطي المخدرات             | هيستون(1980)                                                                                      |
| أعراض ذهانية ناتجة عن مرض جسدي                   | جيبلز (1994)، هيس (2001)، هايدن (2003)                                                            |
| الاعتلال النفسي، اضطراب الشخصية المعادية للمجتمع | بيتشوفسكي (1948)، هنري / جيري / تيرير (1993)، كوليدج / ديفيس / سيغال (2007)                       |
| اضطراب الشخصية النرجسية                          | سلاي (1966)، برومبيرج/ سمول (1983)، كوليدج / ديفيس / سيغال (2007)                                 |
| اضطراب الشخصية السادية                           | كوليدج / ديفيس / سيغال (2007)                                                                     |
| اضطراب الشخصية الحدية                            | برومبيرج / سمول (1983)، فيكتور (1999)، دوربات (2003)، كوليدج / ديفيس / سيغال (2007)               |
| اضطراب ما بعد الصدمة                             | دوربات (2003)، كوخ هيلبرخت (2003)، فيني (2004)، كوليدج / ديفيس / سيغال (2007)                     |
| انحناء الدماغ غير الطبيعي                        | مارتنديل / هسينفوس/ هاينز (1976)                                                                  |
| اضطراب الشخصية الفُصامية                          | رابابورت (1975)، وايت (1977)                                                                      |
| اضطراب الزعيم الخطير                             | ماير (1993)                                                                                       |
| اضطراب ثنائي القطب                               | هيرشمان، ليب (1994)                                                                               |
| متلازمة أسبرجر                                   | فيتزجيرالد (2004)                                                                                 |

## الهستيريا

### هتلر في مستشفى بازهفالك العسكري (1918)

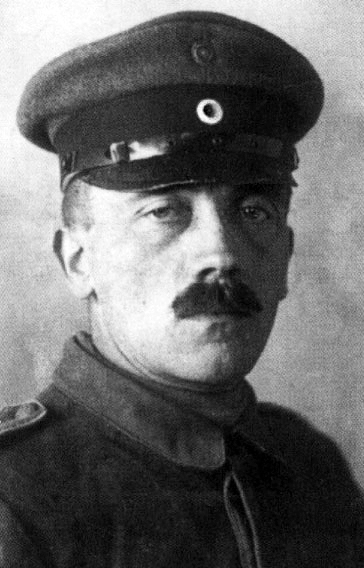
هتلر عام 1921

افترض أوزوالد بومكي، وهو طبيب نفسي معاصر لهتلر، أن هتلر لم يُفحص من طبيب نفسي. وأن الطبيب النفسي الوحيد الذي التقى به هتلر شخصيًا بشكل واضح - في ميونيخ، هو البروفسور كورت شنايدر - لم يكن طبيباً له.
وفي حين عُثر على وثائق طبية تقدّم استنتاجات حول صحة هتلر الجسدية متاحة للباحثين، فثمة نقص في الوثائق الأصلية التي يمكن أن تقدّم تقييماً عن حالة هتلر العقلية.
ركزت التكهنات حول الأمراض النفسي المحتملة لدى هتلر في حياته، بسبب إقامته في مستشفى عسكري في بازهفالك نهاية عام 1918. إذ أدخل هتلر إلى المستشفى بعد أت تعرض لتسممٍ بغاز الخردل في معركة في فلاندرز. ففي كتاب كفاحي، تحدث هتلر عن إقامته في المستشفى، والعمى المؤقت المؤلم الذي أصيب به، و»محنة» و»جنون» الثورة الألمانية 1918-1919 وهزيمة الحرب الألمانية، وكلاهما علم بها أثناء تعافيه، مما أدى إلى تجدّد العمى لديه. 
لقد لاحظ هتلر، بالإضافة إلى كُتاب سيرته الأوائل، استجابته الجسدية القوية للأحداث، لأن هذا الانتكاس إلى العمى حدّد نقطة التحول، التي شعر فيها هتلر بالحاجة إلى أن يصبح سياسيًا مخلصًا لألمانيا. وقد رأى بعض الأطباء النفسيين المعاصرين لهتلر أن وجود هذه الانتكاسة دون تفسير عضوي، يجب أن يوصف بأنه عرض هستيري.
بلغ تشخيص مرض الهستيريا ذروته مع التحليل النفسي لسيغموند فرويد، لكنه كان محدوداً في ثلاثينيات وأربعينيات القرن العشرين. ومن أعراض هذا المرض النمطية، فقدان حساسة الأعضاء بالإضافة إلى التمركز حول الذات والسلوك التمثيلي. ويُزعم أن الطبيب النفسي والأستاذ الجامعي كارل ويلمانز قال في إحدى محاضراته:» تعرض هتلر لرد فعل هستيري بعد دفنه حياً في الميدان»؛ ثم فقد ويلمانز منصبه عام 1933. كما عانى مساعده، هانز والتر غرول، من صعوبات في عمله بسبب تصريحات مماثلة.
لم يعد مصطلح» الهستيريا» مستخدمًا اليوم في الطب النفسي الحديث، وترتبط أعراض السلوك المقابلة بشكل أفضل مع الاضطراب الانفصامي أواضطراب الشخصية التمثيلي. وإقامة هتلر في المستشفى لا يُعرف عنها سوى القليل من المعلومات، ولا حتى الأعراض التي ظهرت لديه، إذ كان السجل الطبي لهتلر في مستشفى بازهفالك ضائعًا في أواخر عشرينيات القرن الماضي، وهو السجل الذي يمكن من خلاله تأكيد التشخيص أو دحضه.

#### دراسة نفسية لهتلر(1943)
خلال الحرب العالمية الثانية، جمعت وكالة المخابرات الأمريكية ومكتب الخدمات الاستراتيجية، معلومات حول شخصية هتلر وكُلف فريق للبحث بقيادة الكاتب والتر تشارلزلانغر لإعداد تقارير نفسية في عام 1943. وفي أحد هذه التقارير التي جاءت بعنوان دراسة نفسية لهتلر، وُضعت الفرضية التالية: أن هتلر عولج في مستشفى بازهفالك من قبل الطبيب النفسي إدموند فورستر، الذي انتحر في عام 1933 خوفًا من الانتقام. وكانت نقطة البداية في هذا التقرير شهادة الطبيب النفسي كارل كرونر الذي عمل أيضًا في المستشفى عام 1918، وأكد بشكل خاص أن فورستر فحص هتلر وشخصه بأنه مصاب» بالهستيريا».
اُحتفظ بهذا التقرير بسرية، ولكن في أوائل السبعينيات أعاد كاتب سيرة هتلر، وهو الأمريكي جون تولاند اكتشافه. لكن ثمة من يرفض شهادة كرونر، ومنهم جان ارمبروستر وبيتر ثيس أبندروث (2016) اللذين كتبا: «بعد أن نجا بصعوبة من معسكر اعتقال ألماني، وجد كارل كرونر صعوبة في كسب عيشه في أيسلندا لأن السلطات المحلية لم تعترف بشهادته الطبية. وبالتالي، ربما حاول تسريع عملية الحصول على تأشيرة إلى الولايات المتحدة من خلال جعل نفسه مهماً، ونظرًا للمبالغات والتشويهات الواضحة في روايته والضغط الهائل الذي كان يتعرض له، فقد يكون بمثابة شاهد لعدد من الأشياء، ولكن بالتأكيد ليس لهذا الجانب الحاسم من التاريخ مثل الجانب المعني هنا».

#### أنا شاهد العيان(1963)
في عام 1939، كتب الطبيب والكاتب النمساوي إرنست وايس، الذي عاش في فرنسا منفياً، رواية»أنا شاهد العيان»، وهي سيرة ذاتية خيالية لطبيب عالج جنديًا «هستيرياً» أ. د. من براوناو أم إن فقد بصره في الخندق. وتدور القصة في مستشفى رايخسفير نهاية عام 1918. نظرًا لأن معرفته قد تكون خطرة على النازيين، وُضع الطبيب (الخيالي) في معسكر اعتقال عام 1933 ولم يُفرج عنه إلا بعد تسليم السجلات الطبية.
انتحر الكاتب إرنست وايس بعد دخول القوات الألمانية باريس، إذ كان يهوديًا ويخشى الترحيل، ونُشرت روايته عام 1963. يُعتقد أن معرفة وايس بإقامة هتلر في المستشفى جاءت من أدبيات السيرة الذاتية المعاصرة.

#### التكهنات حول العلاج بالتنوم الإيحائي
بناءً من الافتراضات المذكورة في تقرير المخابرات الأمريكية ومن اتباع رواية إرنست وايس، وضع عدد من الباحثين والمؤلفين على التوالي، شكوكًا حول احتمال تورط إدموند فورستر بإستخدام علاج بالتنويم الإيحائي الذي يفترض أنه مؤمن بطريقة جيدة. عمليات إعادة الرواية تلك إعادة الإعمارات مشكوكٌ فيها ليس فقط لأنها لا تزود بأي دليل جديد، بل أيضًا لأنها تستبعد التفسيرات البديلة من البداية، وتتجاهل سياق التاريخ بشكل واسع، وحتى تغفل عن حقيقة أن فورستر كان لديه رؤية للهستيريا التي كان يجب أن تؤدي به إلى طرق علاجية أخرى غير التنوم الإيحائي
- اعتبر رودولف بينيون، وهو مؤرخ في جامعة برانديز، أن التشخيص المفترض بالهستيريا كان خاطاً. ففي كتابه الذي أصدره عام 1976 «هتلر بين الألمان»، أخذ شكوك المخابرات ووسّعها. افترض بينيون أن وايس التقى فورستر شخصيًا وأخذ منه نسخة من السجل الطبي الذي استندت إليه روايته في ذلك الوقت. وافترض بينيون، أن فورستر أخضع هتلر الأعمى والمتعصب إلى العلاج بالتنويم الإيحائي، وبعد ذلك، بعد طرده من الخدمة المدنية وخوفًا من اضطهاد الجستابو انتحر.[55] لقد فُسر الدليل الوحيد لهذه الافتراضات من إرث فورستر، في حين لا يوجد دليل على نوع الاتصال الذي كان بين فورستروهتلر.[56]
- في عام 1998، نشر ديفيد إي. بوست، الطبيب النفسي الشرعي في جامعة ولاية لويزيانا، ورقة بحثت الفرضية القائلة بأن فورستر عالج هستيريا هتلر المفترضة بالتنوم الإيحائي على أنها حقيقة مثبتة. لم يُضمن بوست أي بحث شخصي موثق.[57]
- نشر عالم النفس العصبي البريطاني ديفيد لويس، كتاباً مستوحى جزئيًا من عمل بينيون، بعنوان «الرجل الذي اخترع هتلر» (2003). صور علاج التنوم الإيحائي لفورستر على أنه حقيقة، وسبباً لتحول هتلر من جندي مطيع إلى سياسي قوي الإرادة يتمتع بشخصية كاريزمية. وفي الكتاب أيضاً، أطلق على فورستر لقب «خالق» هتلر.[58]
- نُشر بواسطة مانفريد كوخ هيلبرخت، عالم نفس ألماني وأستاذ فخري للسياسة في جامعة كوبلنز، كتاباً مستوحى أيضاً من عمل بينيون، جاء بعنوان «هتلر: ابن الحرب» (2003). حاول من خلاله إثبات أن هتلر كان يعاني من اضطراب ما بعد الصدمة ووصف كيف أخضع فورستر مريضه المزعوم للعلاج بالصدمة من أجل أن يكون قادرًا على القتال مرة أخرى.[59]
- في ألمانيا عام 2004، نشر المحامي برنارد هورستمان كتابه «هتلر في بازهفالك» وصف فيه كيف أن فورستر قد» شفى» هتلر باستخدام التنوم الإيحائي « ببراعة» ليس فقط من عمى هستيري، ولكن أيضًا منحه شعورًا بالقدرة المطلقة، وهو الإحساس الذي أصبح سمة مميزة لهتلر كسياسي. وفي هذا الكتاب، لم يُطرح أي دليل آخر سوى رواية فيس.[60]
- في عام 2006، كتبت فرانزيسكا لاموت، أستاذة العلاج النفسي الشرعي بجامعة أولم، في مقال:» [...] وفقاً لتأكيدات لسجلات علاج العريف أدولف هتلر الطبية للطبيب النفسي البروفيسور. فهذا الأخير حرره من العمى الهستيري باستخدام التنوم الإيحائي»[61]

ومنذ وقت مبكر، ظهرت تعليقات نقدية على هذه التكهنات، ولكن كما قيّمها المؤرخ النفسي جان أرمبروستر (جامعة غرايفسفالد)، لم تكن مقنعة بما فيه الكفاية، كما في حالة الصحفي أوتمار كاتز، مؤلف السيرة الذاتية لطبيب هتلر الشخصي ثيودور موريل (1982). لقد رأى كاتز أن كارل كرونر ربما كان لديه أسباب شخصية للإبلاغ عن بعض الأكاذيب: العيش كلاجئ يهودي في ريكيافيك وإجباره على كسب قوت حياته كعامل من ذوي الياقات الزرقاء، ربما كان كرونر يأمل أن تعترف به السلطات الأمريكية فقط كشاهد أساسي وتساعده أيضًا على العودة لممارسته الطبية.
أجرى الطبيب النفسي والمعالج النفسي بيتر ثيس أبيندروث اختبارًا شاملاً للمعقولية في عام 2008. وفي عام 2009، دفع أرمبروستر هذا التحليل إلى الأمام، وفكك فرضيات تشخيص هتلر للهستيريا والعلاج بالتنوم الإيحائي تماماً، وأظهر بالتفصيل كيف تطوّرت قصة العلاج المزعوم لهتلر من فورستر وفّصلت بشكل تدريجي بين عامي 1943 و2006، ليس بسبب الوثائق التاريخية، ولكن مع الإضافة المستمرة الهادفة للزينة السردية. علاوة على ذلك، فقد قدّم عمل أرمبروستر النقد الأكثر شمولية حتى الآن لنقاط الضعف المنهجية للعديد من الأمراض المزعومة لهتلر.

### والتر تشارلز لانغر (1943)
كان المحلل النفسي الأمريكي، والتر تشارلز لانغر، أحد الكتّاب القلائل الذين ذكروا أن هتلر أظهر علامات الهستيريا دون استخدام حادثة بازهفالك ومعالجة هتلر المزعومة من قبل فورستر كأدلة رئيسية. كتب لانغر دراسته سرًا في عام 1943 بالنيابة عن مكتب الخدمات الاستراتيجية. أجرى مع فريقه مقابلات مع العديد من الأشخاص التابعين لخدمات المخابرات الأمريكية والذين يعرفون هتلر شخصيًا. توصلوا إلى الحكم النهائي بأن هتلر كان «هستيريًا على حافة الفصام». بقيت الدراسة مخبأة لفترة طويلة ثم نُشرت في عام 1972 تحت عنوان عقل أدولف هتلر.

## الفصام
صنف الأطباء النفسيين العديد من الأعراض في معتقدات هتلر الشخصية وسلوكه بالفعل في حياته على أنها علامات على مرض انفصام الشخصية. وأحد الأدلة على سبيل المثال، إيمانه بأن القدر اختياره لتحرير الشعب الألماني من أخطر تهديد مفترض، ألا وهو اليهود.

### دبليو. دي. فيرنون (1942) وهنري موراي (1943)
أحد أوائل الأشخاص الذين نسبوا أعراض الفصام الكلاسيكية إلى هتلر كان الطبيب النفسي الكندي دبليو. دي. فيرنون في عام 1942، فقد قدّم فيرنون حجة في مقالة بأن هتلر كان يعاني من الهلوسة وسماع أصوات وجنون ارتياب واضطراب الشخصية النرجسية. كتب فيرنون أن هيكل شخصية هتلر - على الرغم من أنه في المجمل ضمن نطاق الطبيعي - يجب أن يوصف بأنه يميل نحو جنون الارتياب.
وبعد عام، طوّر هنري موراي، عالم النفس بجامعة هارفارد، هذه الآراء بشكل أكبر. وبمثل ما فعل والتر تشارلز لانغر، كتب موراي تقريره، تحليل شخصية أدولف هتلر، نيابة عن مكتب الخدمات الاستراتيجية، وتوصل إلى استنتاج مفاده أن هتلر، بجانب العلامات الهستيرية، أظهر جميع الأعراض الكلاسيكية لمرض انفصام الشخصية: فرط التحسس، ونوبات الذعر، والغيرة غير المنطقية، وجنون الإرتياب، وخيالات القدرة المطلقة، وأوهام العظمة، والإيمان بمهمة المسيحيين، والخوف الشديد. واعتبر حالته تقع بين الهستيريا والفصام، لكنه شدّد على أن هتلر يمتلك سيطرة كبيرة على ميوله المرضية وأنه استخدمها عمداً لإثارة المشاعر القومية بين الألمان وكراهيتهم للمضطهدين المزعومين. واعتقد موراي وقتها مثل لانغر، أنه من المحتمل أن يفقد هتلر الثقة في نفسه وفي» مصيره» في النهاية، ثم ينتحر.

### فولفغانغ تريهير (1966)
محاولات إثبات أن هتلر كان يعاني من فصام متقدم بالمعنى السريري الدقيق كانت تظهر بصورة متقطعة. مثال على ذلك كتاب «هتلر، شتاينر، شريبر» (1966) للطبيب النفسي في فرايبورغ فولفغانغ تريهير. ففي هذا الكتاب يوضح تريهير أن كلاً من الفيلسوف الألماني رودولف شتاينر (الذي ينسب الفلسفة الأنثروبوصوفية إلى المرض العقلي) وهتلر كانا مصابين بالفصام. وكتب أن كلاهما تمكن من البقاء على اتصال مع الواقع لأنه أتيحت لهما الفرصة لإنشاء منظماتهما الخاصة (شتاينر: الجمعية الأنثروبوصوفيه؛ وهتلر: الحزب النازي وتقسيماتها المتعددة) بحيث يمكن أن يؤثرا فيها حسب أوهامهما - وبالتالي تجنب «الانسحاب الفصامي»، المتوقع عادة. يرى تريهير أن جنون العظمة واالفصام عند هتلر كانا مذهلين للغاية.

### إدلف شواب (1992)
في عام 1992، نشر عالم النفس الإكلينيكي الألماني الأمريكي إدلف هـ. شواب سيرته النفسية «عقل هتلر» التي ذكر فيها أن خيال هتلر - لا سيما هوسه بالتهديد المفترض الذي يشكله اليهود - يجب أن يوصف على أنه نتيجة لجنون الارتياب. يشتبه شواب في أن سبب هذا الاضطراب يعود إلى طفولة هتلر القاسية التي سيطرت عليها أم مكتئبة وأب مستبد.

### بول ماتوسيك، بيتر ماتوسيك، جان مارباخ (2000)
كتاب «هتلر - مهنة الجنون» (2000) هو نتيجة جهد مشترك للطبيب النفسي بول ماتوسيك، والمنظر الإعلامي بيتر ماتوسيك، وعالم الاجتماع جان مارباخ، يهدف للتغلب على تقليد علم الأمراض النفسي أحادي البعد والبحث عن علم متعدد التخصصات. وهذا العمل مع مراعاته للأبعاد الاجتماعية والتاريخية، فهو لا يركز التحقيق كثيرًا على علم النفس المرضي الشخصي لهتلر، بل يركز على وصف» التفاعل» بين العوامل الفردية والجماعية التي كانت مسؤولة عن الديناميكيات العامة لجنون هتلر. يحدد الكتاب التفاعل بين دور هتلر بوصفع قائداً (الذي كان مشحونًا بأعراض ذهانية) من ناحية، والفتنة التي أثارها هذا الدور في أتباعه من ناحية أخرى. واستنتج المؤلفون أن الجرائم النازية كانت بالفعل تعبيرًا عن الجنون، لكنها كانت تعبيرًا عن الجنون الذي قُبل بشدة من الجمهور لدرجة أن هتلر الذهاني وأتباعه كانوا في الواقع يثبتون بعضهم البعض في نظرتهم» المجنونة» إلى العالم.

### فريدريك إل كوليدج، فيليسيا إل ديفيس، دانيال إل سيغال (2007)
ومن حيث المنهجية، أجري التقييم النفسي الأكثر تفصيلاً لهتلر في عام 2007 فريق بحث في جامعة كولورادو. اختلفت هذه الدراسة عن جميع الأعمال السابقة من خلال نهجها الاستكشافي المفتوح. إذ اختبر الفريق بطريقة منهجية الاضطرابات العقلية التي قد يدل إليها سلوك هتلر أو لا يدل. كان هذا هو أول دراسة لأمراض هتلر التي كانت تجريبية مستمرة. راجع علماء النفس والمؤرخون التقارير التي أرسلها أشخاص يعرفون هتلر، وقيّموا هذا الروايات وفقًا لأداة تشخيص مطوّرة ذاتيًا سمحت بقياس مجموعة واسعة من الاضطرابات الشخصية والإكلينيكية والعصبية النفسية. ووفقًا لهذه الدراسة، أظهر هتلر سمات واضحة لاضطراب الشخصية النرجسية، وأيضًا اضطرابات الشخصية المعادية للمجتمع والسادية والنرجسية، وخصائص من اضطراب ما بعد الصدمة.

### أعراض عضوية بأسباب ذهانية
نُسبت الأعراض الذهانية المزعومة لهتلر كثيراً إلى أسباب عضوية محتملة. كان الطبيب النفسي جونتر هيرمان هيسه، على سبيل المثال، مقتنعًا بأن هتلر عانى من تبعات طويلة المدى للتسمم بالغاز خلال الحرب العالمية الأولى.

#### مرض الزهري
في أواخر الثمانينيات من القرن الماضي، عزت إلين جيبلز (جامعة كولونيا) ارتعاش الأطراف هتلر في سنواته الأخيرة إلى مرض باركنسون، وهو ما حظي بإجماع واسع في مجتمع البحث. ومع ذلك، فسر بعض الباحثين رعاش هتلر على أنه أحد أعراض مرض الزهري المتقدم. ومؤخراً، تربط المؤرخة الأمريكية ديبوراه هايدن الشلل الجزئي العام الذي عانى منه هتلر - في رأيها - منذ عام 1942، بالتدهور العقلي في السنوات الأخيرة من حياته، وخاصةً «نوبات الغضب بجنون العظمة». ومع ذلك، ذكر الطبيب فريدريك ريدليش أنه لا يوجد دليل يشير إلى إصابة هتلر بمرض الزهري.

#### مرض الشلل الرعاش
درس احتمالية إصابة هتلر بمرض باركنسون أول مرة إرنست غونتر شينك  ثم تبعه إلين غيبلز. وفي عام 1994، نشرت غيبلز ورقة بحثية تناقش ما إذا كان مرض هتلر العصبي قد يكون قد أضر به عقليًا.

## اضطراب الشخصية المعادية للمجتمع
بالنظر إلى وحشية جرائمه، كان هتلر مرتبطًا في وقت مبكر بـ» الاعتلال النفسي»، وهو اضطراب حاد في الشخصية تتمثل أعراضه الرئيسية في الافتقار الكبير أو الكامل للتعاطف والمسؤولية الاجتماعية والضمير. ولا يزال المفهوم المحدد بيولوجيًا يؤدي دورًا في الطب الشرعي النفسي، لكنه لم يعد موجودًا في أنظمة التصنيف الطبي الحديثة (الدليل التشخيصي والإحصائي للاضطرابات النفسية «الطبعة الخامسة» والمراجعة العاشرة للتصنيف الدولي للأمراض). واليوم، تُصنف الصور السريرية المقابلة في الغالب على أنها علامات لاضطراب الشخصية المعادية للمجتمع. ومع ذلك، فإن الأعراض نادرة، وعلى عكس الحديث العام، حيث يُشخص هتلر بأنه» مريض نفسي»، حاول الأطباء النفسيون في بعض الأحيان فقط ربط حالته بالاعتلال النفسي أو اضطراب الشخصية المعادية للمجتمع.

### غوستاف بيتشوفسكي (1948)
في وقت مبكر، لم تأخذ بعض التشخيصات المرضية لهتلر الجوانب النفسية فحسب، بل الجوانب التاريخية والاجتماعية أيضًا في الاعتبار. طوّر هذا النهج متعدد التخصصات الطبيب النفسي فيلهلم لانج إيشباوم في عام 1928. وظهر أول مرض اجتماعي نفسي لهتلر في عام 1948 في مختارات غوستاف بيتشوفسكي «دكتاتوريون وتلاميذ». إذ في هذا المجلد، قارن بيتشوفسكي، وهو طبيب نفسي بولندي أمريكي، العديد من الشخصيات التاريخية التي نجحت في تنفيذ انقلابات: يوليوس قيصر، وأوليفر كرومويل، وماكسيميليان روبسبير، وهتلر، وجوزيف ستالين، وتوصل إلى استنتاج مفاده أن كل هؤلاء الرجال لديهم وفرة من السمات التي تصنف على أنها» اضطراب عقليًا» مثل الميل إلى التنفيس بدوافع أو إسقاط دوافعهم العدائية على أشخاص أو مجموعات أخرى.

### ديزموند هنري، ديك جيري، بيتر تيرير(1993)
في عام 1993، نشر الفريق متعدد التخصصات ديزموند هنري، وديك جيري، وبيتر تيرير مقالًا عبروا فيه عن وجهة نظرهم المشتركة بأن هتلر كان يعاني من اضطراب الشخصية المعادية للمجتمع كما هو محدد في المراجعة العاشرة للتصنيف الدولي للأمراض. كان تيرير، الطبيب النفسي، مقتنعًا بأن هتلر أظهر أيضًا علامات جنون العظمة واضطراب الشخصية الهستيرية.

## مناهج نفسية
بينما كان المؤلفون من ذوي التوجهات النفسية يحاولون عند تعاملهم مع هتلر تشخيصه باضطراب إكلينيكي معين، كان البعض من زملائهم الذين يتبعون عقيدة علم عمق النفس كمدرسة التحليل النفسي لسيجموند فرويد، مهتمين بشرح سلوك هتلر التدميري الشديد. 
ووفقًا لهذه العقيدة، افترضوا أن سلوك هتلر وتطوّر شخصيته كانت مدفوعة بعمليات غير واعية، متجذرة في سنوات حياته الأولى. عادةً ما يحاول علم الأمراض المستوحى من علم نفس العمق إعادة بناء سيناريو طفولة هتلر وشبابه. ومن حين لآخر، بدأ مؤلفون مثل غيرهارد فيني بتحليل نفسي عميق، لكنه تقدم بعد ذلك إلى ما هو أبعد من النهج الأولي.

### إريك فروم (1973)
من بين أشهر الأمراض المنسوبة لهتلر كان في كتاب إريك فروم المنشور عام 1973» تشريح الدمار البشري». كان هدف فروم تحديد أسباب العنف البشري. لقد اكتسب فروم معرفة بشخص هتلر من عدة مصادر؛ مثل مذكرات صديق الطفولة لهتلر أوجست كوبزيك (1953)، وسيرة ويرنر ماسر عن حياة هتلر (1971)، والأهم من ذلك، بحث برادلي إف سميث عن طفولة هتلر ومرحلة شبابه (1967).
يتبع علم الأمراض الذي وضعه فروم إلى حد كبير مفهوم التحليل النفسي لسيجموند فرويد، إذ يذكر أن هتلر كان حالمًا غير ناضج ومتمحور حول نفسه ولم يتغلب على نرجسيته الطفولية. ونتيجة لعدم تكيفه مع الواقع، تعرض للإذلال الذي حاول التغلب عليه عن طريق التدمير الذي تمزقه الشهوة (»جماع الأموات»). كان الدليل على هذه الرغبة في التدمير - بما في ذلك ما يسمى بمرسوم نيرون - شائنًا للغاية لدرجة أنه المرء يفترض أن هتلر لم يتصرف بشكل مدمر فحسب، بل كان مدفوعًا بـ» شخصية مدمرة».

### هيلم ستيرلين (1975)
في عام 1975، نشر المحلل النفسي الألماني والمعالج الأسري هيلم ستيرلين كتابه «وجهات نظر عائلة أدولف هتلر»، الذي أثار فيه مسألة الأسس النفسية والتحفيزية لعدوان هتلر وشغفه بالتدمير. وعلى غرار فروم، تركزت دراسته بشكل كبير على علاقة هتلر بوالدته كلارا. لقد شعر ستيرلين أن والدة هتلر شعرت بالإحباط بقوة من ابنها، على الرغم من أنه كان من المستحيل إرضائها أيضًا.

### أليس ميلر (1980)
أعطت باحثة الطفولة السويسرية أليس ميلر قسماً لهتلر في كتابها المنشور عام 1980 «لصالحك». تدين ميلر بمعرفتها بهتلر إلى أعمال السيرة الذاتية والمرضية مثل أعمال رودولف أولدن (1935)، وكونراد هايدن (1936/37)، وفرانز جيتزينغر (1958)، ويواكيم فيست (1973)، وهيلم ستيرلين (1975)، وجون تولاند. (1976). 
كتبت أن البيئة الأسرية التي نشأ فيها هتلر لم تكن فقط تحت سيطرة الأب ألويس هتلر الاستبدادي والوحشي، ولكن يمكن وصفها بأنها «نموذج أولي للنظام الشمولي»، وذكرت أن شخصية هتلر المليئة بالكراهية المدمرة، والتي تسببت فيما بعد في معاناة الملايين من الناس، ظهرت بسبب المعاملة المهينة والمهينة للكرامة، ومن الضرب التي تلقاها من والده عندما كان طفلاً. وتعتقد ميلر أن الأم، التي مات أطفالها الثلاثة الأوائل في سن مبكرة، كانت بالكاد قادرة على إقامة علاقة حميمة مع ابنها، وتفترض أن هتلر تعرّف في وقت مبكر على والده المستبد، ثم نقل صدمة منزل والديه إلى ألمانيا؛ وتبعه معاصروه طواعية لأنهم عاشوا طفولة كانت متشابهة جدًا.
وأشارت ميلر أيضًا إلى أن جوانا بولزل، الأخت الشريرة لكلارا هتلر التي عاشت مع العائلة طوال طفولة هتلر بأكملها، ربما كانت تعاني من اضطراب عقلي. ووفقًا للشهود، كانت بولزل، التي ماتت عام 1911، إما مصابة بالفصام أو معاقة عقليًا.

### نوربرت برومبيرج، فيرنا فولز سمول (1983)
قُدمت دراسة تشخيصية أخرى لهتلر في عام 1983 من المحلل النفسي في نيويورك نوربرت برومبيرج (كلية ألبرت أينشتاين للطب) والكاتبة فيرنا فولز سمول. وفي هذا الكتاب «علم النفس المرضي لهتلر»، يجادل برومبيرج وسمول، بأن العديد من مظاهر هتلر وأفعاله الشخصية يجب اعتبارها تعبيرًا عن اضطراب خطير في الشخصية. إذ عند البحث في خلفية عائلته وطفولته وشبابه وسلوكه كشخص بالغ، وكسياسي وحاكم، وجدا العديد من الأدلة على أن هتلر كان يتماشى مع أعراض اضطراب الشخصية النرجسية واضطراب الشخصية الحدية. ولكن اُنتقد عمل برومبيرج وسمول بسبب المصادر غير الموثوقة التي يستند إليها، ولعلاجه التخميني للمثلية الجنسية المفترضة لهتلر. (انظر أيضًا: الجنسانية لأدولف هتلر، الصليب المعقوف الوردي). ولم يكن الرأي القائل بأن هتلر يعاني من اضطراب الشخصية النرجسية جديدًا؛ كان ألفريد سلاي قد ذكره بالفعل في عام 1966.

### بيلا جرونبيرجر، بيير ديسوان (1997)
ضمن المحللان النفسيان الفرنسي بيلا جرونبيرجر، وبيير ديسوان قسم عن هتلر في كتابهما الصادر عام 1997 بعنوان «النرجسية، المسيحية، معاداة السامية». وكانا مثل فروم وبرومبيرج وسمول، مهتمان بشكل خاص بنرجسية هتلر، والتي حاولا تتبعها من خلال تفسير مفصل لممارسات هتلر الجنسية المزعومة ومشاكل الإمساك.

### جورج فيكتور (1999)
كان للمعالج النفسي جورج فيكتور اهتمام خاص بمعاداة هتلر للسامية. ففي كتابه «هتلر: علم أمراض الشر» (1999)، افترض أن هتلر لم يكن مهووسًا بكراهية اليهود فحسب، بل كان مهووسًا بكراهية الذات أيضًا، وأنه يعاني من اضطراب خطير (اضطراب الشخصية الحدّية). ووجد فيكتور أن أصل كل هذه المشاكل يعود إلى الإساءة التي تعرض لها عندما كان طفلاً من قبل والده، الذي كان يعتقد أنه من أصل يهودي. (انظر أيضا الويس هتلر # الأب البيولوجي).

## اضطراب ما بعد الصدمة
على الرغم من أنه لا يوجد خلاف على العموم بأن هتلر كان لديه تجارب تكوينية كجندي أمامي في الحرب العالمية الأولى، إلا أنه لم يُشار إلى أن بعض اضطراباته النفسية يمكن أن تعزى إلى صدمة الحرب إلا في أوائل العقد الأول من القرن الحالي عندما ظهرت تقارير نفسية بهذا الصدد.

### ثيودور دوربات (2003)
في عام 2003، نشر الطبيب النفسي المقيم في سياتل، ثيودور دوربات كتابه «الوحش الجريح» حيث نسب إلى هتلر في الكتاب اضطراب الكرب اللاحق للصدمة المعقدة. لقد افترض دوربات أن هتلر لم يتعرض فقط لصدمة الحرب، بل وبصدمة الطفولة المزمنة أيضًا، بسبب الإساءة الجسدية والعقلية من والد هتلر وفشل أمه المكتئبة. لقد كان دوربات مقتنعاً بأن بأن علامات هذا الاضطراب ظهرت على هتلر في سن الحادية عشرة. كما يعزي العديد من سمات شخصية هتلر، مثل تقلبه، وحقده، والطبيعة السادية المازوخية لعلاقاته، واللامبالاة الإنسانية وتجنبه للعار إلى هذه الصدمة.
وفي نفس العام، قدّم عالم النفس الألماني المذكور سابقاً مانفريد كوخ هيلبرخت افتراضًا بأن هتلر كان يعاني من اضطراب ما بعد الصدمة من تجاربه في الحرب.

### غيرهارد فيني (2004)
في العام التالي، توصل عالم النفس الاجتماعي جيرهارد فيني (جامعة بريمن) إلى استنتاجات مماثلة. فقد كتب عمله «هتلر: الفشل وغضب التدمير» (2004)، وكانت نقطة انطلاقه هي التحليل النفسي، حين أخضع كتاب هتلر كتاب كفاحي لأول مرة لتفسير نفسي عميق، وحاول إعادة بناء الطريقة التي عالج بها هتلر تجاربه في الحرب العالمية الأولى على خلفية طفولته وشبابه. ولكن على غرار دوربات، يعزي فيني الإمكانات المدمرة في نفسية هتلر ليس لتجارب الطفولة المبكرة، ولكن بسبب الصدمة التي عانى منها هتلر كجندي في الحرب العالمية الأولى، ولكن تأثر السكان الألمان بصدمة الحرب هذه. ثم تحدث فيني عن التحليلي النفسي ويجيب عن الأسئلة النفسية الاجتماعية، مثل كيف يمكن أن تكون نظرة هتلر السياسية للعالم قد ظهرت من صدمته؟ وكيف يمكن أن يجذب أعدادًا كبيرة من الناس؟
في عام 2007، افترض المؤلفون المذكورن أعلاه كوليدج وديفيس وسيغال، أيضًا أن هتلر كان يعاني من اضطراب ما بعد الصدمة.

## استخدام المخدرات ذات التأثير النفسي
لقد استهلك هتلر وبانتظام الميثامفيتامين، والباربيتورات، والأمفيتامين، والمواد الأفيونية، والكوكايين. في عام 2015، نشر نورمان أوهلر كتابًا بعنوان «المخدرات في ألمانيا النازية» حيث ادعى أن كل سلوك هتلر غير العقلاني يمكن أن يُعزى إلى تعاطيه المفرط للمخدرات. كتبت هيلينا باروب، التي راجعت الكتاب في صحيفة دي تسايت، أن حكاية أوهلر لا تعتمد على بحث قوي.

## آراء الأقلية
لم تكن مثل هذه الفرضيات التي تنسب إلى شخصية هتلر وسلوكه اضطراب الشخصية أو اضطراب ما بعد الصدمة أو الفصام منعزلة، بل وجدت تأييدًا من الأطباء النفسيين، وهذا لا ينطبق على التشخيصات المرضية التالية، والتي بقيت منعزلة مع قائليها إلى حدٍ كبير:

### تجانب الدماغ غير الطبيعي: كولين مارتنديل، نانسي هسينفوس، دوايت هاينز (1976)
في مقال نُشر عام 1976، اقترح الأطباء النفسيون كولين مارتنديل، ونانسي هسينفوس، ودوايت هاينز (جامعة مين) أن هتلر كانت له وظيفة فرعية في النصف الأيسر من الدماغ. وأشاروا إلى الرعشة في أطرافه اليسرى، وميله إلى حركات عينه اليسرى، وما يُزعم من فقدان الخصية اليسرى. لقد اعتقدوا أن سلوك هتلر كان يهيمن عليه النصف الأيمن من الدماغ، وهو وضع أدى إلى ظهور أعراض مثل الميل إلى الهلوسة غير المنطقية والسمعية والنوبات غير المنضبطة. حتى أنهم اشتبهوا في أن هيمنة نصف الدماغ الأيمن أسهمت في العنصرين الأساسيين لأيديولوجية هتلر السياسية: معاداة السامية، وأيديولوجية المجال الحيوي.

### اضطراب الشخصية الفُصامية: روبرت جي إل وايت (1977)
عمل روبرت جي إل وايت، وهو عالم نفسي في كلية ويليامز، على استكشاف متعدد التخصصات للنازية منذ عام 1949، حيث جمع بين أساليب التأريخ والتحليل النفسي. ففي عام 1977، نشر دراسته «الرب السيكوباتي» التي رأى فيها أن دور هتلر لا يمكن فهمه دون مراعاة شخصيته المرضية. لقد افترض وايت أن هتلر يعاني من اضطراب الشخصية الفصامية، وهي حالة كانت في ذلك الوقت واردة في تعريف اضطراب الشخصية الحدية. وحصل المصطلح على معناه الحالي فقط في نهاية السبعينيات؛ ولكن حتى ذلك الحين، كان اضطراب الشخصية الحدية يدل على مجموعة أوسع من الاضطرابات في المنطقة الحدودية من العصاب والفصام، والتي صاغها غريغوري زيلبورغ أيضًا مصطلح» الفصام المتنقل». وكدليل على أن هتلر كان يعاني من هذه الحالة، حدّد وايت عقدة هتلر بعقدة أوديب، وخياله الطفولي، وتناقضه المتقلب، والولع بالبراز والولع بالبول. وتتوافق وجهة نظر وايت جزئيًا مع وجهة نظر الطبيب النفسي في فيينا والناجي من معسكر اعتقال بوخنفالد، إرنست إيه رابابورت، الذي كان قد وصف هتلر في عام 1975 بأنه «مصاب بالفصام المتنقل».

### اضطراب الزعيم الخطير: جون ماير (1993)
نشر عالم نفس الشخصية جون ماير (جامعة نيو هامبشاير) مقالًا في عام 1993 اقترح فيه وضع تصنيف مستقل للطب النفسي للشخصيات المدمرة مثل هتلر: اضطراب زعيم خطير (DLD). لقد حدّد ماير ثلاث مجموعات من التفردات السلوكية العرضية: 
1. اللامبالاة (التي تظهر على سبيل المثال في قتل المعارضين أو أفراد الأسرة أو المواطنين، أو في الإبادة الجماعية).
2. عدم التسامح (ممارسة الرقابة على الصحافة، وإدارة مخابرات سرية، أو التغاضي عن التعذيب).
3. التعظيم الذاتي (التقييم الذاتي على أنه» موحد» للشعب، أو المبالغة في تقدير قوته العسكرية، أو التماهي مع الدين أو القومية أو إعلان» خطة كبرى».

لقد قارن ماير هتلر بستالين وصدام حسين، وكان الهدف المعلن لهذا الاقتراح الخاص بالتصنيف النفسي هو تزويد المجتمع الدولي بأداة تشخيصية من شأنها أن تسهل التعرف على الشخصيات القيادية الخطرة في توافق متبادل، واتخاذ إجراءات ضدهم.

### الاضطراب ثنائي القطب: جابلو هيرشمان، جوليان ليب (1994)
في عام 1994، نشر الكاتب جابلو هيرشمان والطبيب النفسي جوليان ليب كتابهما المشترك «أخوية الطغاة». وبناءً على السير الذاتية المعروفة لهتلر، طورا فرضية أن هتلر - تمامًا مثل نابليون بونابرت وستالين - كان مصابًا باضطراب ثنائي القطب، ممّا دفعه إلى دخول السياسة ويصبح ديكتاتورًا.

### اضطراب طيف التوحد: مايكل فيتزجيرالد (2004)
نشر مايكل فيتزجيرالد، أستاذ الطب النفسي للأطفال والمراهقين، الكثير من التشخيصات المرضية لشخصيات تاريخية بارزة، ذكر في غالبها أنهم مصابون بمتلازمة أسبرجر، والتي هي على طيف التوحد. في مختاراته المنشورة عام 2004 حول التوحد والإبداع، صنف هتلر على أنه «مريض نفسي مصاب بالتوحد». والتوحد هو مصطلح صاغه الطبيب النمساوي هانز آسبرجر في عام 1944 من أجل وصف الصورة السريرية التي سميت لاحقًا باسمه: متلازمة أسبرجر، والتي لا علاقة لها بالاعتلال النفسي بمعنى اضطراب الشخصية المعادية للمجتمع. لقد قييم فيتزجيرالد العديد من سمات هتلر المعروفة علنًا بالتوحد، ولا سيما هواجسه المتنوعة، ونظرته التي لا حياة لها، وحرجه الاجتماعي، وافتقاره إلى الصداقات الشخصية، وميله نحو الخطابات الشبيهة بالمونولوج، والتي وفقًا لفيتزجيرالد، نتجت عن عدم القدرة على القيام بإجراء محادثات حقيقية.

## النقد
يتناول علم الأمراض النفسية بحكم التعريف شخصيات يعتقد المؤلف أنها مضطربة عقليًا. ويتعامل الأطباء النفسيون مع الأمراض العقلية ولا يكتبون عادة منشورات متخصصة حول الأشخاص الذين يرونهم على أنهم أصحاء نفسيًا. ومع ذلك، تحدث الاستثناءات في بعض الأحيان في النقاشات المِهنية التي يواجه فيها المؤلفون الفرضيات التي يرونها خاطئة في تصنيف شخصية معينة على أنها مصابة بمرض نفسي. ونتيجة لذلك، فإن الأعمال التي تدعم وجهة نظر التي تقول بأن شخصية معينة كانت تتمتع بصحة نفسية جيدة، تكون قليلة العدد في المجمل في هذا ا لمجال. وينطبق هذا على السير النفسية المنسوبة لأدولف هتلر أيضًا.
وصف بعض المؤلفين هتلر بأنه متلاعب ساخر أو متعصب، لكنهم نفوا أنه كان مضطربًا عقليًا بشكل خطير؛ ومن بينهم هؤلاء المؤرخون البريطانيون إيان كيرشو، وهيو تريفور روبر، وآلان بولوك، وآيه جيه بي تايلور، ومؤخراً الطبيب النفسي الألماني مانفريد لوتز. خلص إيان كيرشو إلى أن هتلر لم يكن يعاني من اضطرابات ذهانية كبيرة ولم يكن مختلاً عقلياً إكلينيكيًا. وكتب عالم النفس الأمريكي جلين دي والترز في عام 2000: «يُعتقد بأن الكثير من الجدل حول الصحة النفسية الطويلة الأجل لهتلر ربما يكون مشكوكًا فيه، لأنه حتى لو كان يعاني من مشاكل نفسية كبيرة، فإنه وصل إلى السلطة العليا في ألمانيا بالرغم من هذه الصعوبات وليس بسببها».

### إريك إريكسون (1950)
أدرج المحلل النفسي وعالم النفس التنموي إريك إريكسون فصلاً عن أدولف هتلر في كتابه الصادر عام 1950، الطفولة والمجتمع. وأشار إريكسون إلى هتلر على أنه» مغامر هستيري» ويُعتقد أن هناك دليلاً على وجود عقدة أوديب مزمنة في صوره الذاتية. ومع ذلك، يعتقد بأنه كان يعتبر هتلر ممثلاً بما يكفي لا يمكن قياس تعبيره الذاتي باستخدام الأدوات التشخيصية التقليدية. وعلى الرغم من أن هتلر ربما كان يعرض بعض الاضطرابات النفسية، إلا أنه تعامل معها بطريقة مسيطرة للغاية واستخدمها بصورة مقصودة.

### تيري برينك (1974)
نشر تيري برينك، طالب ألفريد أدلر، مقالًا بعنوان حالة هتلر (1975) خلص فيه، على غرار المؤلفين المذكورين أعلاه، إلى أنه بعد التقييم الدقيق لجميع السجلات، لا يوجد دليل كاف على أن هتلر كان يعاني من حالة عقلية واضطراب. ويجب فهم العديد من سلوكيات هتلر على أنها محاولات لتجاوز طفولة صعبة. ومع ذلك، يجب اعتبار العديد من الوثائق والبيانات التي أستشهد بها لإثبات وجود مرض نفسي غير موثوق بها. ومنحت اعتبار أكثر من اللازم، على سبيل المثال، للدعاية الحلفاء والتزويرات التي قام بها أشخاص حاولوا الابتعاد عن هتلر لأسباب شخصية.

### فريدريك ريدليش (1998)
إحدى أكثر التشخيصات المرضية شمولية لهتلر جاءت من طبيب الأعصاب والطبيب النفسي فريدريك ريدليش. يعتبر ريدليش، الذي هاجر من النمسا عام 1938 إلى الولايات المتحدة، أحد مؤسسي الطب النفسي الاجتماعي الأمريكي. وفي عمله المنشور عام 1998 «هتلر: تشخيص قائد ملهم ومدمر»، والذي عمل فيه لمدة 13 عامًا، توصل إلى الاعتقاد بأن هتلر أظهر بالفعل ما يكفي من البارانويا وآليات الدفاع من أجل «ملء كتاب نفسي خاص به»، ولكنه ربما لم يكن مضطربًا عقليًا، وأوهام هتلر المصابة بجنون العظمة «يمكن اعتبارها أعراض اضطراب عقلي، لكن الجزء الأكبر من الشخصية كان طبيعياً»، فهتلر «عرف ما كان يفعله، وفعله بفخر وحماس».

### هانز يواكيم نيومان، هنريك إيبرل (2009)
بعد عامين من الدراسة - على يوميات الطبيب الشخصي لهتلر ثيودور موريل من بين آخرين - نشر الطبيب هانز يواكيم نيومان والمؤرخ هنريك إيبرل في عام 2009 كتابهما المشترك «هل كان هتلر مريضًا؟»، حيث خلصا في هذا الكتاب إلى أنه «لا يوجد دليل على وجود مرض عقلي لهتلر من الناحية الموضوعية طبيًا».